# 文室甘楽麻呂
文室 甘楽麻呂（ふんや の かんらまろ、生没年不詳）は、平安時代前期の貴族。姓は真人のち朝臣。官位は従五位下・下総守。

## 経歴
清和朝初頭の貞観2年（860年）従五位下に叙爵する。のち、真人から朝臣に改姓する。貞観5年（863年）陸奥介に任ぜられると、貞観7年（865年）鎮守将軍、貞観8年（866年）上野権介と東国の地方官を歴任した。
貞観17年（875年）下総守の官職にあったが、俘囚が反乱を起こして官寺を焼き良民が殺害された旨を飛駅して奏上する。これを受けて、勅符により武蔵・上総・常陸・下野諸国に対して兵士300名を徴発して援助するよう命ぜられた。

## 官歴
『日本三代実録』による。
- 時期不詳：正六位上
- 貞観2年（860年） 11月16日：従五位下
- 時期不詳：真人から朝臣に改姓
- 貞観5年（863年） 2月6日：陸奥介
- 貞観7年（865年） 正月27日：鎮守将軍
- 貞観8年（866年） 正月13日：上野権介
- 貞観17年（875年） 5月10日：見下総守